# وادي البركة
وادي البركة قرية تتبع ناحية العنازة في منطقة بانياس التابعة لمحافظة طرطوس.